# 光轴

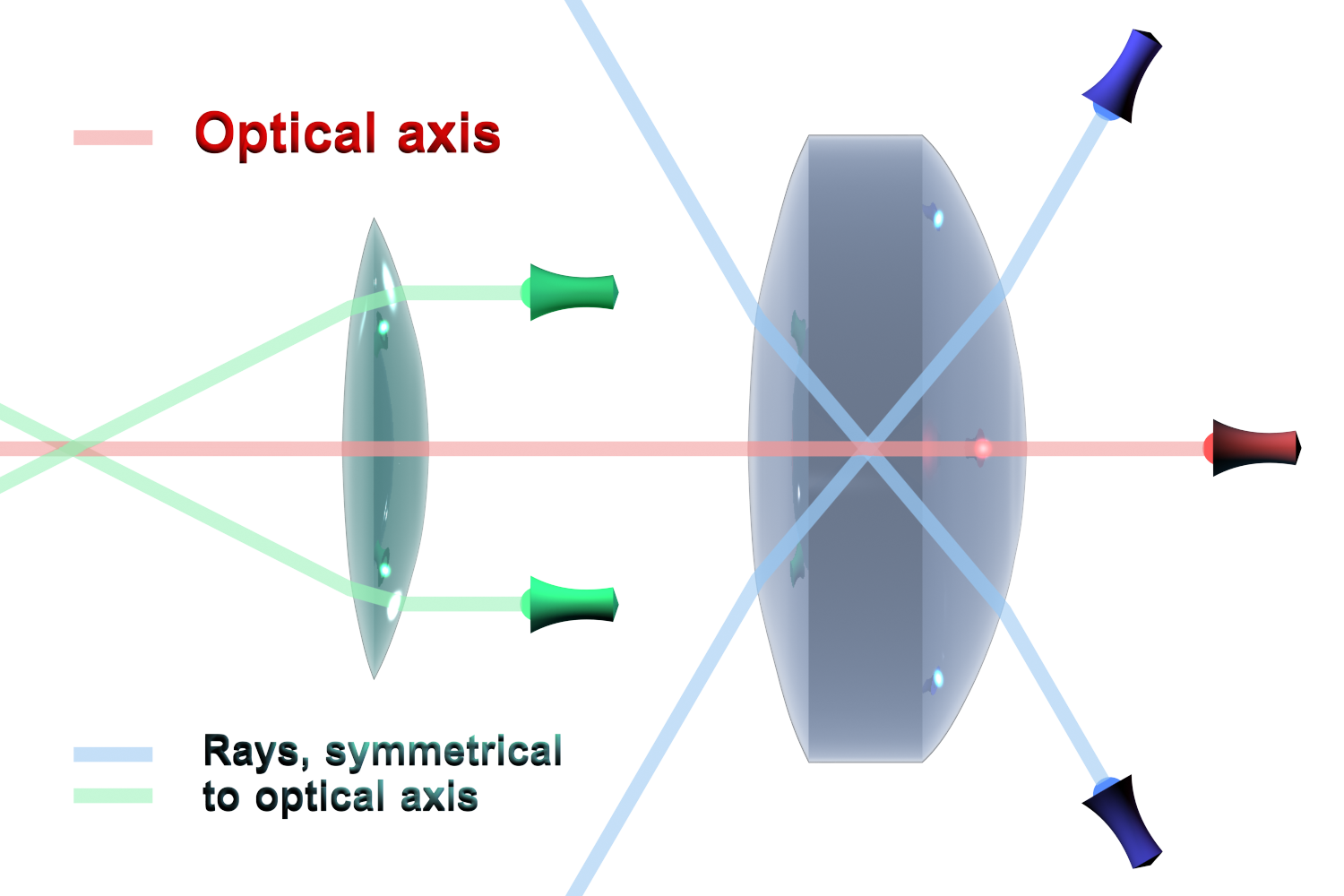
光轴和光軸平行的光線通過不同透鏡折射的情形，其中紅光和光轴重合

光轴（英語：optical axis）是光學系統（如照相机镜头、显微镜、望远镜、眼球屈光系统）中一條假想的線，定義（在一次近似下）光學系統如何傳導光線，此假想线是具有一定旋转对称性的直线。光線若和光轴重合，在光學系統中光將沿光轴傳遞。
若此光學系統“完全”旋轉對稱（相機鏡頭、顯微鏡），光轴就是光學系統的旋轉中心。若光學系統是由簡單的透鏡和反射鏡組成，光轴會通過各鏡面的曲率中心（如焦點），與旋轉對稱軸重合。光轴一般會和系統的力學中心重合，但也有例外，例如離軸光學系統。
若光線和光轴角度很小，而光線接近光學系統的軸，可以用幾何光學中的近軸近似來處理，可以簡化數學的運算。
在光纖中，光轴會和纤维芯重合，也稱為光纖軸。